# Charles Bidwill
Charles W. Bidwill (Chicago, 16 settembre 1895 – 19 aprile 1947) è stato un dirigente sportivo statunitense, proprietario dei Chicago Cardinals della National Football League (NFL).
È stato inserito nella Pro Football Hall of Fame nel 1967.

## Biografia

### Prima dei Cardinals
Prima di possedere i Cardinals, Bidwill fu un uomo d'affari di successo e un ricco avvocato a Chicago, Illinois, con legami col crimine organizzato del boss Al Capone. Fu proprietario di una scuderia, presidente della Chicago Stadium Operating Company e proprietario di una stamperia. Dopo la laurea nel 1916, iniziò il suo praticantato in legge, servendo come assistente procuratore a Chicago. Nel campo degli affari, Bidwill fu spesso chiamato “Charlie camicia blu” dal momento che preferiva indossare una camicia blu e alti stivali piuttosto della tradizionale camicia bianca e delle scarpe da uomo d'affari.

### Arizona Cardinals

#### Acquisto
Una notte del 1932, il Dr. David Jones, allora proprietario dei Cardinals, e sua moglie furono ospiti a una festa informale nel lussuoso yacht di Bidwill, il Ren-Mar. Bidwill, allora vice presidente dei Chicago Bears, parlò con Jones quella notte e la conversazione si spostò sul football professionistico, con Jones che si lamentò del povero stato della sua squadra. Scherzando, la moglie di Charles, Violet, chiese a Jones, "Perché non vendi i Cardinals a Charley?" Jones replicò che avrebbe venduto qualsiasi cosa in suo possesso al giusto prezzo. I due iniziarono a discutere e alla fine Charles acquistò la franchigia per 50.000 dollari. Bidwill anticipò a Jones un pagamento di 2.000 dollari e i due si scambiarono una stretta di mano. La vendita non fu annunciata prima del 1933, permettendo a Bidwill di gestire la sua partecipazione nei Bears. Era ben noto che Bidwill avrebbe preferito acquistare i Bears ma George Halas rifiutò.

#### Anni da proprietario
Malgrado l'entusiasmo di Bidwill, i Cardinals non furono una franchigia di successo negli anni trenta e all'inizio degli anni quaranta. Nonostante la fortuna del loro proprietario, i Cardinals ebbero difficoltà sia dentro che fuori dal campo. Oltre alla Grande depressione, ebbero anche la sfortuna di dividere il palcoscenico di Chicago coi popolari Bears. Bidwill divenne così scoraggiato che nel 1940 tentò di acquistare i Detroit Lions. Quando quel piano fallì, raddoppiò i suoi sforzi per rinforzare i Cardinals. Una mossa fu quella di assumere Jimmy Conzelman come capo-allenatore. I Cards però continuarono a perdere e Conzelman lasciò il suo ruolo per entrare nella dirigenza dei St. Louis Browns di baseball.
Bidwill rimase un tifoso dei Bears nel corso degli anni, anche dopo avere acquistato i Cardinals. Tifò spesso per i Bears quando erano opposti ai Cardinals quando la sua ex squadra stava lottando per il titolo, mentre la nuova era sempre bloccata all'ultimo posto. Ad esempio, nel 1941 i Bears necessitavano di una vittoria sui Cardinals per raggiungere i playoff, ma erano in svantaggio per 24–20 prima di segnare due touchdown dell'ultimo minuto e vincere per 34–24. A fine gara, invece di complimentarsi con coach Jimmy Conzelman per l'ottima prova mostrata, un nervoso Bidwill si lamentò: "Wow, è stata una gara equilibrata, non è vero?"

#### Anni della Seconda guerra mondiale
Il punto più basso della gestione Bidwill fu nel 1944. A causa della Seconda guerra mondiale, molti giocatori furono costretti ad arruolarsi nell'Esercito, lasciando la lega a corto di atleti. Come risultato, i Cardinals e i Pittsburgh Steelers si fusero temporaneamente per una stagione. Il nome della squadra, "Card-Pitt" cambiò velocemente in "Carpets" ("tappeti") dal momento che "venivano calpestati da ogni avversario". La squadra perse tutte le 10 partite quell'anno.

#### Battaglia con la AAFC
La fine della guerra portò un altro problema quando la AAFC portò un'altra squadra a Chicago, i Rockets. La nuova franchigia della AAFC invitò pubblicamente i Cardinals a lasciare la città, ritenendo che Chicago non fosse grande abbastanza per tre squadre di primo livello. Bidwill se la prese e decise di trasformare la sua squadra in una vincente. Scioccò il mondo del football quando nel 1947 superò i Rockets nei diritti sull'All-American Charley Trippi, facendogli firmare un contratto senza precedenti di 100.000 dollari. Trippi fu il pezzo finale di quello che Bidwill chiamò il suo "Dream Backfield", costituito da Paul Christman, Pat Harder, Marshall Goldberg, Elmer Angsman e Trippi. Questo guidò i Cardinals al suo secondo (e al 2014, ultimo) titolo di campioni NFL, nel 1947.

#### Morte ed eredità
Bidwill non visse abbastanza per vedere il suo "Dream Backfield" vincere il titolo nel 1947; morì di polmonite poco dopo avere firmato Trippi. La sua vedova, Violet, ereditò la squadra e la gestì fino alla morte nel 1962. Durante la sua gestione trasferì i Cardinals a St. Louis, nel 1960. Nel 1962, lasciò la squadra ai due figli Charles Jr. e Bill. Bill possedette la squadra fino al 1972. Solo i Bears (posseduti da Halas e dai suoi discendenti dal 1921) e i New York Giants (posseduti dalla famiglia Mara dalla loro fondazione nel 1925) sono stati nelle mani di una sola famiglia più a lungo dei Cardinals. Charles è membro della Chicagoland Sports Hall of Fame e fu inserito nella Pro Football Hall of Fame nel 1967.